# Chapelloise
La chapelloise (ou Aleman's Marsj) est une danse traditionnelle dont le prototype est connu dans toute l'Europe.

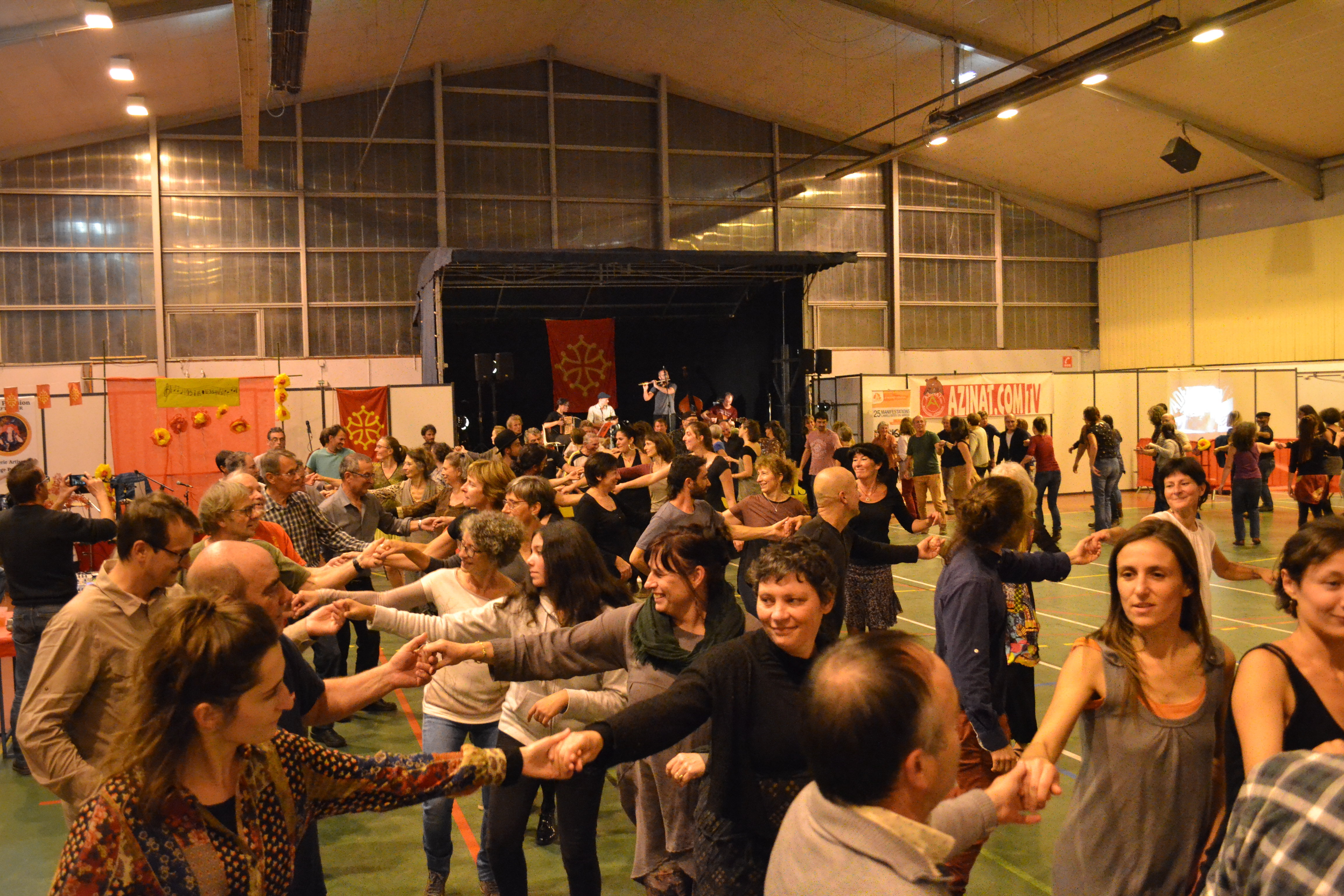
Le Bal de Sur les chemins à l'occasion de la Nuit du Trad de Saint-Girons de 2018.

## Origine
La chapelloise est une danse de type mixer, originaire de Scandinavie où elle était appelée Aleman's Marsj ou All American Promenade. Elle semble avoir été populaire en Allemagne sous le nom de Hamburger Promenade, et fut introduite dans les pays scandinaves par la folkloriste Hulda Garborg. 
Importée en France dans les années 1930 par Miss Pledge[réf. nécessaire], elle a été enseignée dans les années 1970 à Chapelle-des-Bois (Franche-Comté) par André Dufresne qui, ayant oublié le titre, l'a rebaptisée la chapelloise. La danse s'est ensuite répandue en France et ailleurs dans les bals folk sous ce nouveau nom. Cette danse Aleman's Marsj a également été importée voire adaptée en Écosse sous le nom de Gay Gordons. Les deux danses, chapelloise et Gay Gordons, présentent de très fortes similitudes, mais cette dernière ne comporte pas de changement de partenaire.
En Belgique, elle est appelée gigue, comme le nom d’une musique spécifique en mesure 
, ou aapje (« petit singe ») en Flandre (diminutif de l’acronyme de All American Promenade, « promenade américaine pour tous »).

## Description
Elle se danse sur un rythme de 8 mesures de 4 temps ou 16 mesures en 6/8 ; les danseurs changent de partenaire à la fin de la figure, ce qui fait que tous les hommes peuvent avoir dansé avec toutes les femmes, selon le nombre de couples et la durée de l'accompagnement musical.
Les couples se suivent sur un cercle, le cavalier accueille, de sa main droite, la main gauche de la cavalière. Le cavalier est du côté intérieur du cercle, la cavalière à l'extérieur.
- mes. 1 (1-4) : les couples avancent de 4 pas (dans le sens contraire des aiguilles d'une montre)
- mes. 2 (1-4) : ils se retournent en se regardant, changent de main et reculent de 4 pas (dans le même sens)
- mes. 3 (1-4) : ils avancent de 4 pas (donc changent de sens)
- mes. 4 (1-4) : ils se retournent en se regardant, changent de main et reculent de 4 pas (sens des aiguilles d'une montre)
- mes. 5 (1-4) : chaque cavalier se rapproche de sa cavalière (1-2) et s'écarte (3-4)
- mes. 6 (1-4) : la cavalière passe devant son cavalier en le regardant et pose sa main droite dans la main gauche du cavalier (1-2) qui, de sa main droite, lâche la main gauche de sa cavalière qui va prendre sa place côté intérieur (le cavalier se déplace donc vers l'extérieur) (3-4)
- mes. 7 (1-4) : chaque cavalier se rapproche de sa cavalière (1-2) et s'écarte (3-4)
- mes. 8 (1-4) : la dame passe sous le bras levé du garçon en tournant dans le sens des aiguilles d'une montre (pastourelle) et va rejoindre le garçon suivant en diagonale pour se retrouver à l'extérieur du cercle. (les garçons se déplacent donc simultanément vers l'intérieur du cercle).

Chaque danseur doit regarder sa cavalière dans les yeux en se retournant et durant la phase "d'approche".
Dans les festoù-noz, les danseurs exécutent une variante de la chapelloise au milieu des cercles circassiens, en ligne (en colonne) et sans changer de partenaire.

## Note
1. ↑  Source : Jean-Michel Guilcher, Dix danses simples des pays de France.
2. ↑  (nl) Celtic Bompa, « Waarom dansen wij het Aapje op een jig ? », sur Folkroddels, 8 mars 2004 (consulté le 17 septembre 2023)
3. ↑  Pierre Chartrand, « La danse traditionnelle en France par Y. Guilcher : Une synthèse remarquable » [archive du 27 septembre 2007], sur le site du Centre Mnémo, septembre 1999.